# Shota Chochishvili
Shota Chochishvili –en georgiano, შოთა ჩოჩიშვილი– (Ghvlevi, URSS, 10 de julio de 1950-Gori, Georgia, 27 de agosto de 2009) fue un deportista soviético que compitió en judo.
Participó en dos Juegos Olímpicos de Verano en los años 1972 y 1976, obteniendo dos medallas, oro en Múnich 1972 y bronce en Montreal 1976. Ganó una medalla en el Campeonato Mundial de Judo de 1975, y cuatro medallas en el Campeonato Europeo de Judo entre los años 1973 y 1977.

## Palmarés internacional
| Juegos Olímpicos   | Juegos Olímpicos      | Juegos Olímpicos  | Juegos Olímpicos |
| Año                | Lugar                 | Medalla           | Categoría        |
| ------------------ | --------------------- | ----------------- | ---------------- |
| 1972               | Múnich (RFA)          | Medalla de oro    | –93 kg           |
| 1976               | Montreal (Canadá)     | Medalla de bronce | Abierta          |
| Campeonato Mundial |                       |                   |                  |
| Año                | Lugar                 | Medalla           | Categoría        |
| 1975               | Viena (Austria)       | Medalla de bronce | Abierta          |
| Campeonato Europeo |                       |                   |                  |
| Año                | Lugar                 | Medalla           | Categoría        |
| 1973               | Madrid (España)       | Medalla de plata  | Abierta          |
| 1974               | Londres (Reino Unido) | Medalla de plata  | Abierta          |
| 1975               | Lyon (Francia)        | Medalla de plata  | Abierta          |
| 1977               | Ludwigshafen (RFA)    | Medalla de bronce | Abierta          |